# Tornar a viure
Tornar a viure (títol original: Unhook the Stars) és una pel·lícula franco- estatunidenca dirigida per Nick Cassavetes, estrenada l'any 1996. Ha estat doblada al català.

## Argument
L'evolució de les relacions d'una vídua entre dues edats plena d'energia amb la seva filla (conflictives), el seu fill i la seva nora (entesa perfecta), la seva veïna i el seu amic que té des de fa poc (molt amistoses).

## Repartiment
- Gena Rowlands: Mildred Hawkes
- Marisa Tomei: Monica Warren
- Gérard Depardieu: el gran Tommy
- Moira Kelly: Ann Mary Margaret Hawkes
- Jake Lloyd: Jake Warren
- David Sherrill: Ethan Hawkes

## Rebuda
- Premis
  - 1996: National Board of Review: Esment especial
  - 1996: Festival de Chicago: Nominada a millor pel·lícula ** 1996: Premis del Sindicat d'Actors (SAG): 2 nominacions
  - 1996: Sindicat d'Actors (SAG): Nominada millor actriu (Rowlands) i actriu secundària (Tomei)
- Crítiques 
  - "Gran debut com a director de Nick Cassavetes"[3]
  - "Una petita meravella (...) tot el repartiment, Rowlands al capdavant, abrasa"[4]